# یک ملت و پادشاهش
یک ملت و پادشاهش (به فرانسوی: Un peuple et son roi) یک فیلم تاریخی محصول ۲۰۱۸ فرانسه می‌باشد. کارگردان و سناریست فیلم پیر شولر بوده و هنرپیشگانی مانند آدل انل، گاسپار اولیل و لوران لافیت در آن به ایفای نقش پرداخته‌اند. موضوع یک ملت و پادشاهش انقلاب فرانسه است. این فیلم در هفتاد و پنجمین دوره جشنواره بین‌المللی فیلم ونیز شرکت داشت.

## داستان
فیلم با فتح زندان باستیل آغاز شده و روند تاریخی‌ای که به وقایعی چون ایجاد قانون اساسی مشروطه، دستگیری پادشاه، لغو سلطنت و اعلام جمهوری و نهایتاً اعدان لوئی شانزدهم انجامید را از بستر زندگی و نگاه عوام پاریسی و مشارکت سیاسی آنها و همچنین وقایع مجلس ملی فرانسه پی می‌گیرد.